# Dituva (przystanek kolejowy)
Dituva – przystanek kolejowy w miejscowości Dituva, w rejonie kłajpedzkim, w okręgu kłajpedzkim, na Litwie. Położony jest na linii Kretynga – Kłajpeda – Pojegi.